# Периодические цикады
Периодические цикады (лат. Magicicada) — род цикад с 13- и 17-летними жизненными циклами, распространённые в восточной части Северной Америки. Эти насекомые демонстрируют уникальный пример длительного жизненного цикла, а также периодичности и массовости появления взрослых насекомых. Они также известны под названием «семнадцатилетняя саранча», но эволюционно с саранчой не связаны.

## Классификация
Различают семь видов рода, из которых три имеют 17-летний цикл развития и четыре — 13-летний. Вне связи с длительностью развития виды объединяют в 3 группы:
- группа cassini

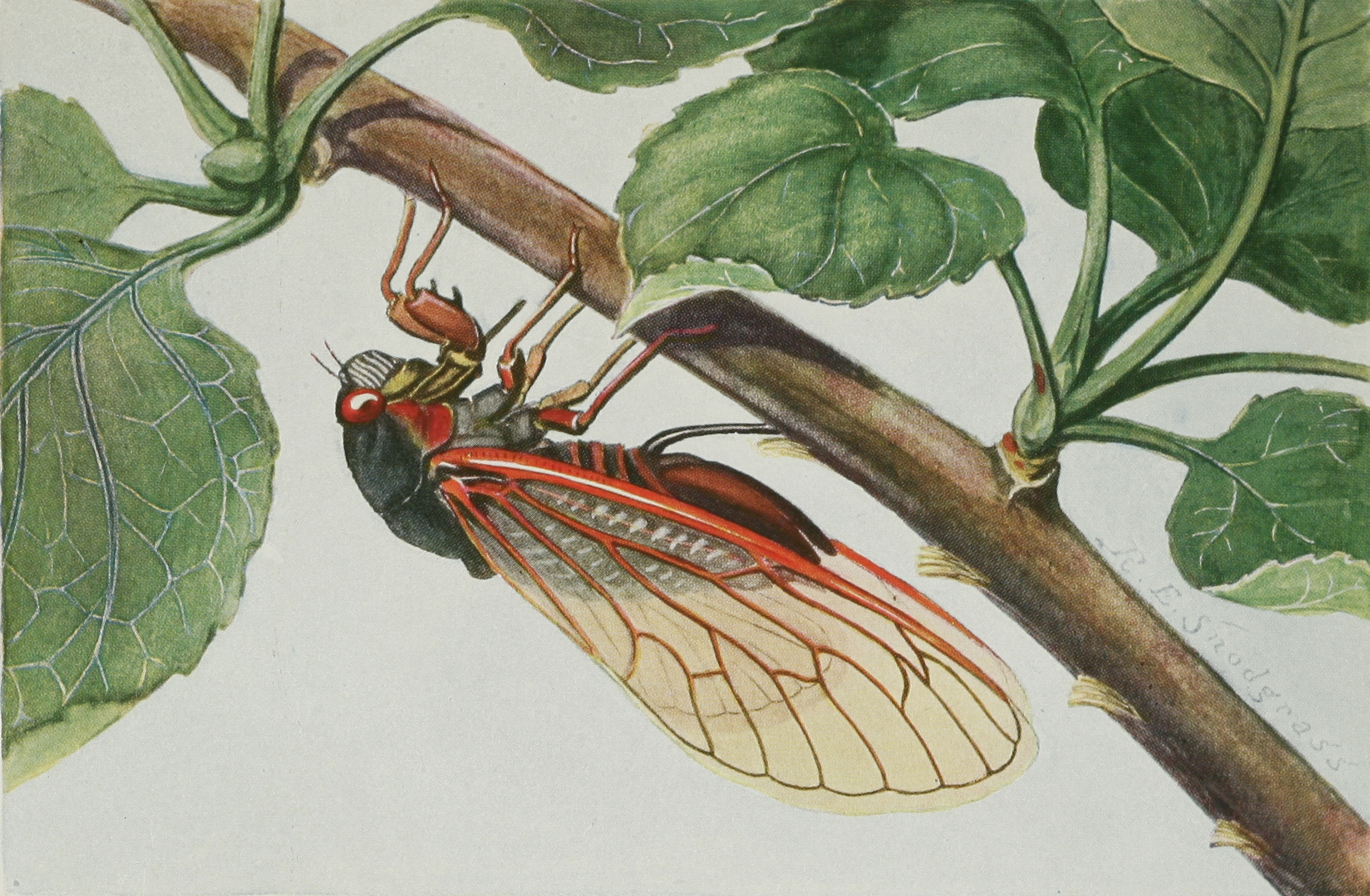
Magicicada septendecim

  - Magicicada cassini (17-летняя, Fisher, 1851)
  - Magicicada tredecassini (13-летняя, Alexander and Moore, 1962)
- группа decim
  - Magicicada neotredecim (13-летняя, Marshall and Cooley, 2000)
  - Magicicada septendecim (17-летняя, Linnaeus, 1758)
  - Magicicada tredecim (13-летняя, Walsh and Riley, 1868)
- группа decula
  - Magicicada septendecula (17-летняя, Alexander and Moore, 1962)
  - Magicicada tredecula (13-летняя, Alexander and Moore, 1962)

17-летние цикады несколько более распространены и чаще встречаются в северо-восточных штатах США, тогда как 13-летние чаще встречаются в южных штатах.

## Описание

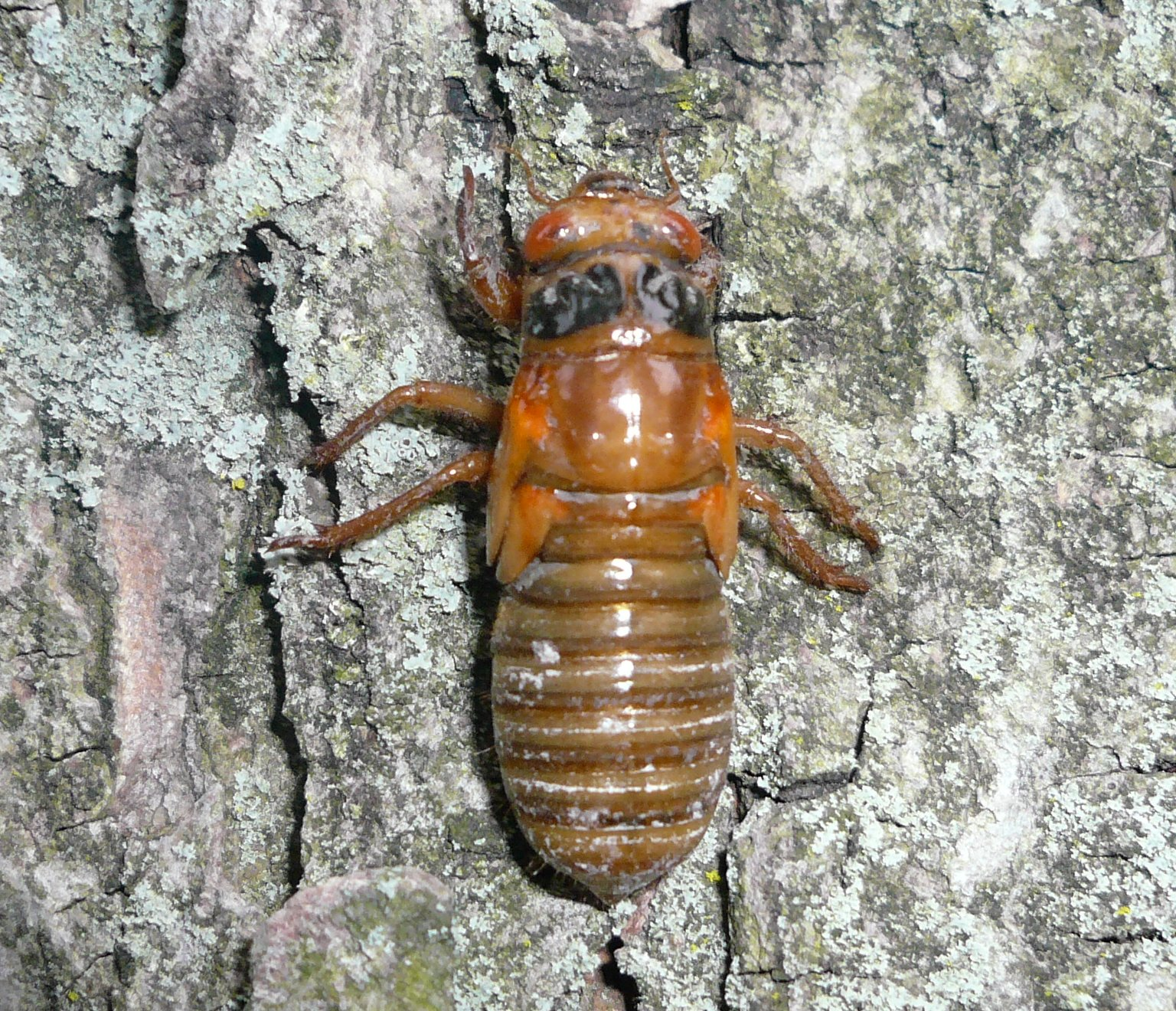
Цикада до завершения линьки

Периодические цикады несколько меньше по размеру обычных цикад, развитие которых длится около года. Взрослые насекомые имеют тело длиной от 2,5 до 3 см. Они чёрные, с красными глазами и жёлтыми или оранжевыми полосами на нижней стороне. Крылья прозрачные, с оранжевыми жилками.
Эти насекомые для человека неопасны и практически не представляют угрозы растительности, хотя молодые растения и могут пострадать от массового питания на них насекомых и от повреждений, наносимых самкой во время откладывания яиц. Обычно не рекомендуется сажать деревья и кусты непосредственно перед окрылением периодических цикад. Взрослые растения обычно легко переносят повреждения цикадами.

## Выводки

Представители
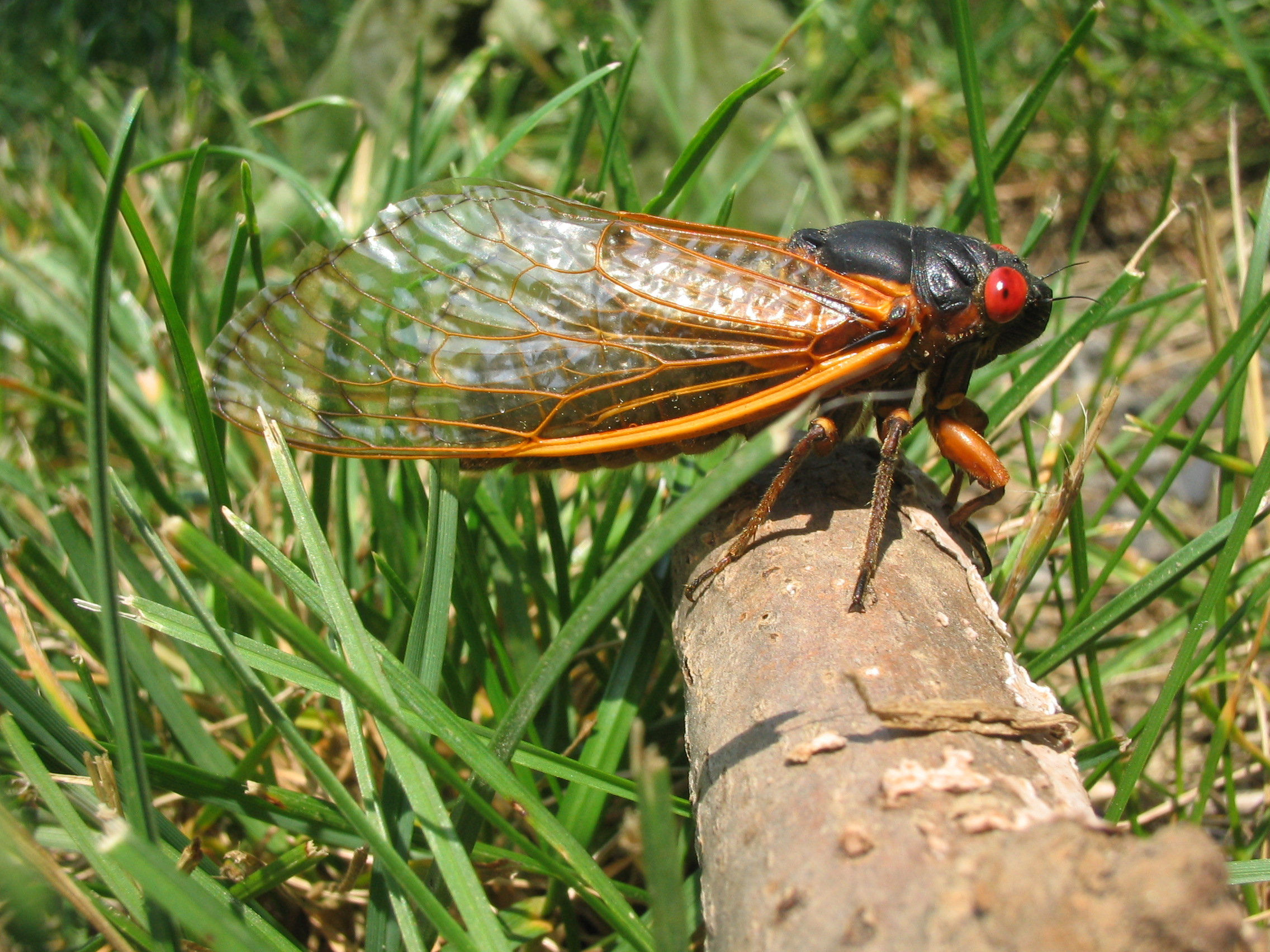
Молодая цикада Ⅹ выводка. Июнь 2004
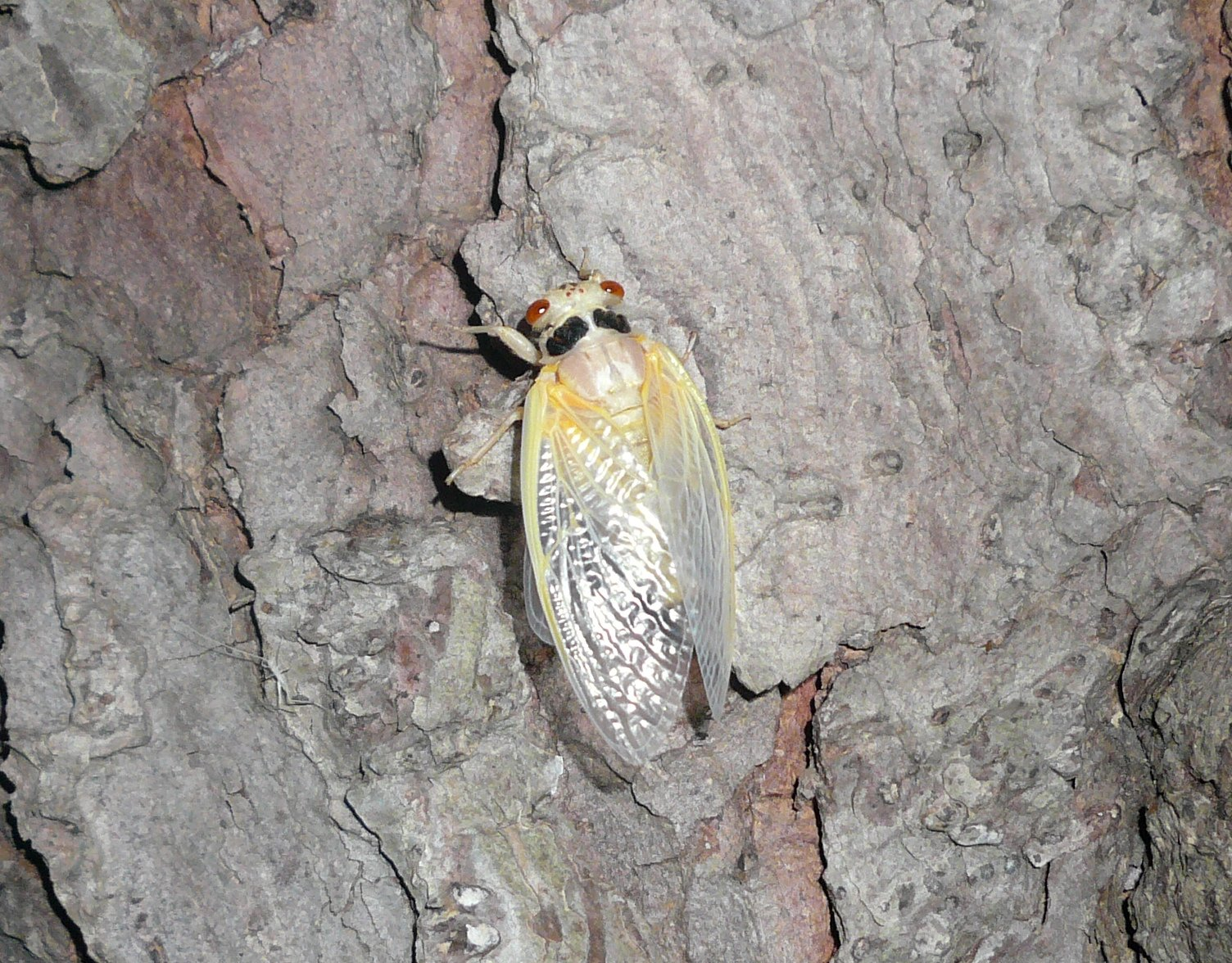
Представитель ⅩⅠⅠⅠ выводка сразу после линьки. Май 2007
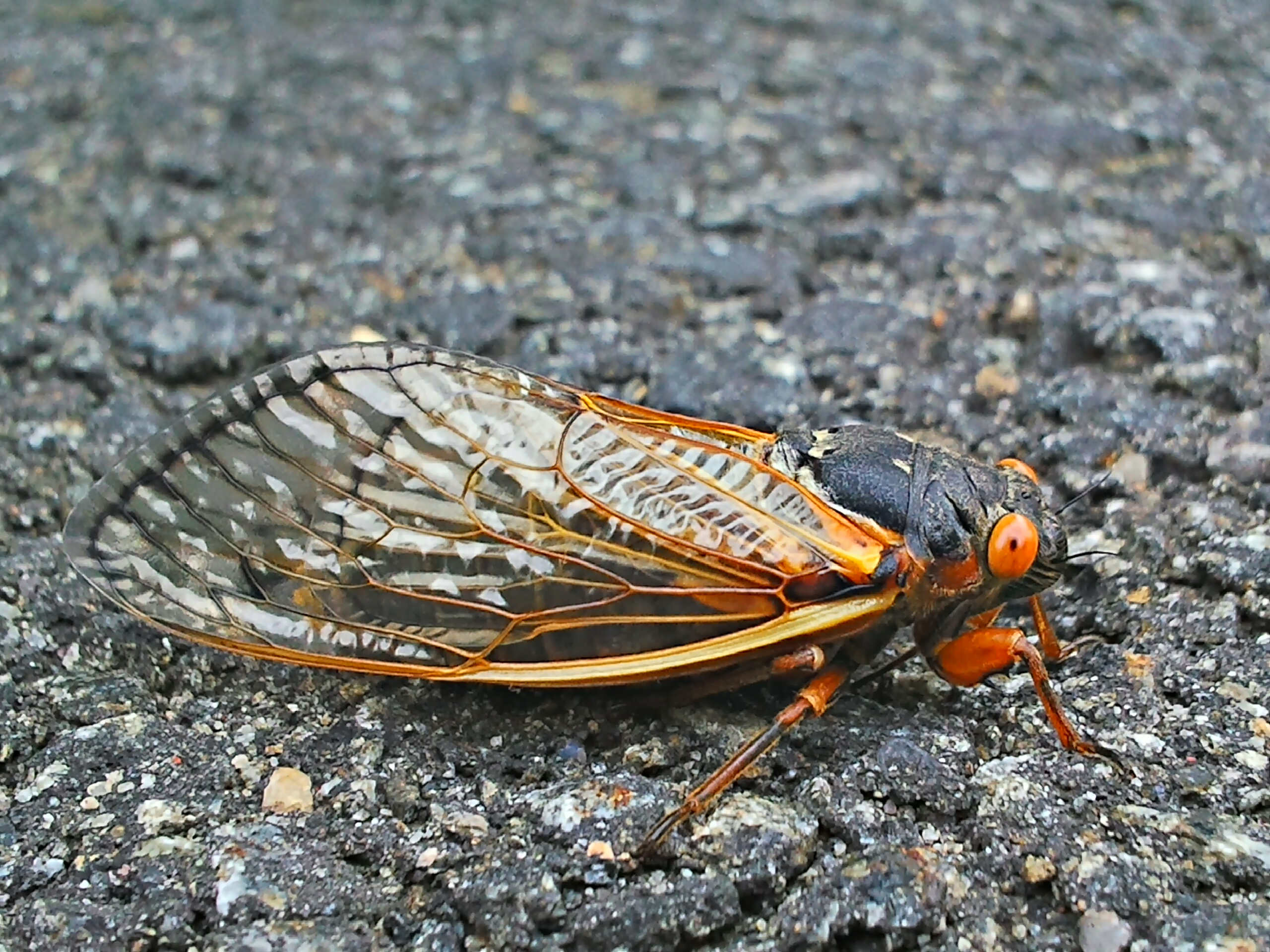
Представитель ⅠⅠ выводка на мостовой. Май 2013

Периодические цикады классифицируются на 30 так называемых «выводков» (англ. broods), начиная с того года, когда они появляются. Выводки пронумерованы с использованием римских цифр. Выводки от Ⅰ до ⅩⅤⅠⅠ — семнадцатилетние цикады, а выводки от ⅩⅤⅠⅠⅠ до ⅩⅩⅩ — тринадцатилетние. Многие из этих выводков в природе не существуют, но номера сохраняются для удобства. Эта схема была введена К. Мартлатом (англ. C.L. Martlat) в его классическом исследовании этих насекомых 1907 года. Фактическое число идентифицированных выводков с того времени — 15.
Выводок ⅠⅠⅠ (выводок Iowan) уже появлялся в 1996 году; его следующее появление состоялось в 2013 году. Выводок ⅠⅩ появлялся в 2003 году, выводок Ⅹ (большой восточный выводок), семнадцатилетний выводок, распространённый в штатах Нью-Йорк, Северная Каролина, Иллинойс и Мичиган на северо-востоке США, появлялся в мае 2004 года. Выводок Ⅹ является крупнейшим из выводков периодических цикад, он появится снова в 2021 году. Самый недавний выводок — выводок ⅩⅠⅠⅠ, или северо-иллинойский выводок. После семнадцатилетней паузы этот выводок появился в 2007 году в Иллинойсе и частях штатов Айова, Висконсин, Мичиган и Индиана. Также появление цикад состоялось в северном Иллинойсе в мае 2006 года.
Следующим тринадцатилетним выводком был выводок ⅩⅠⅩ (большой южный выводок) в 2011 году в штатах Среднего Запада Мэриленд и Вирджиния. Выводок ⅩⅩⅠⅠⅠ (выводок нижней долины реки Миссисипи) — другой тринадцатилетний выводок, он появлялся в 2002 году, а затем — в 2015 году. Выводок ⅤⅠⅠ является изолированной популяцией северной части штата Нью-Йорк и состоит только из M. septendecim. Он появлялся в 2001 году, его следующее появление состоится в 2018 году.
| Выводок        | Условное наименование                | Цикл (лет) | Последнее появление | Ожидаемое появление | Распространение |
| -------------- | ------------------------------------ | ---------- | ------------------- | ------------------- | --- |
| Выводок I      | Blue Ridge Brood                     | 17         | 2012                | 2029                | Western Virginia, West Virginia |
| Выводок II     | East Coast Brood                     | 17         | 2013                | 2030                | Connecticut, Maryland, North Carolina, New Jersey, New York, Pennsylvania, Delaware, Virginia, District of Columbia                                                                        |
| Выводок III    | Iowan Brood                          | 17         | 2014                | 2031                | Iowa |
| Выводок IV     | Kansan Brood                         | 17         | 2015                | 2032                | Eastern Nebraska, southwestern Iowa, eastern Kansas, western Missouri, Oklahoma, north Texas                                                                                               |
| Выводок V      |                                      | 17         | 2016                | 2033                | Eastern Ohio, Western Maryland, Southwestern Pennsylvania, Northwestern Virginia, West Virginia, New York (Suffolk County)                                                                 |
| Выводок VI     |                                      | 17         | 2017                | 2034                | Northern Georgia, western North Carolina, northwestern South Carolina |
| Выводок VII    | Onondaga Brood                       | 17         | 2018                | 2035                | Central New York (Onondaga, Cayuga, Seneca, Ontario, Yates counties) |
| Выводок VIII   |                                      | 17         | 2019                | 2036                | Eastern Ohio, western Pennsylvania, northern West Virginia |
| Выводок IX]    |                                      | 17         | 2020                | 2037                | southwestern Virginia, southern West Virginia, western North Carolina |
| Выводок X      | Great eastern brood                  | 17         | 2021                | 2038                | New York, New Jersey, Pennsylvania, Delaware, Maryland, District of Columbia, Virginia, West Virginia, North Carolina, Georgia, Tennessee, Kentucky, Ohio, Indiana, Illinois, Michigan     |
| Выводок XI     |                                      | 17         | 1954                | Вымер               | Last seen in 1954 in Ashford, Connecticut along the Fenton River |
| Выводок XIII   | Northern Illinois                    | 17         | 2007                | 2024                | Northern Illinois and in parts of Iowa, Wisconsin, and Indiana |
| Выводок XIV    |                                      | 17         | 2008                | 2025                | Southern Ohio, Kentucky, Tennessee, Massachusetts, Maryland, North Carolina, Pennsylvania, northern Georgia, Southwestern Virginia and West Virginia, and parts of New York and New Jersey |
| Выводок XIX    | Great Southern                       | 13         | 2011                | 2024                | Alabama, Arkansas, Georgia, Indiana, Illinois, Kentucky, Louisiana, Maryland, Missouri, Mississippi, North Carolina, Oklahoma, South Carolina, Tennessee, and Virginia                     |
| Выводок XXI    | Floridian                            | 13         | 1870                | Вымер               | Last recorded in 1870, historical range included the Florida panhandle |
| Выводок XXII   | Baton Rouge brood                    | 13         | 2014                | 2027                | Louisiana, Mississippi |
| Выводок XXIII  | Lower Mississippi River Valley brood | 13         | 2015                | 2028                | Arkansas, Illinois, Indiana, Kentucky, Louisiana, Missouri, Mississippi, Tennessee |
| 1. 2. 3. 4. 5. |                                      |            |                     |                     | |

## Жизненный цикл

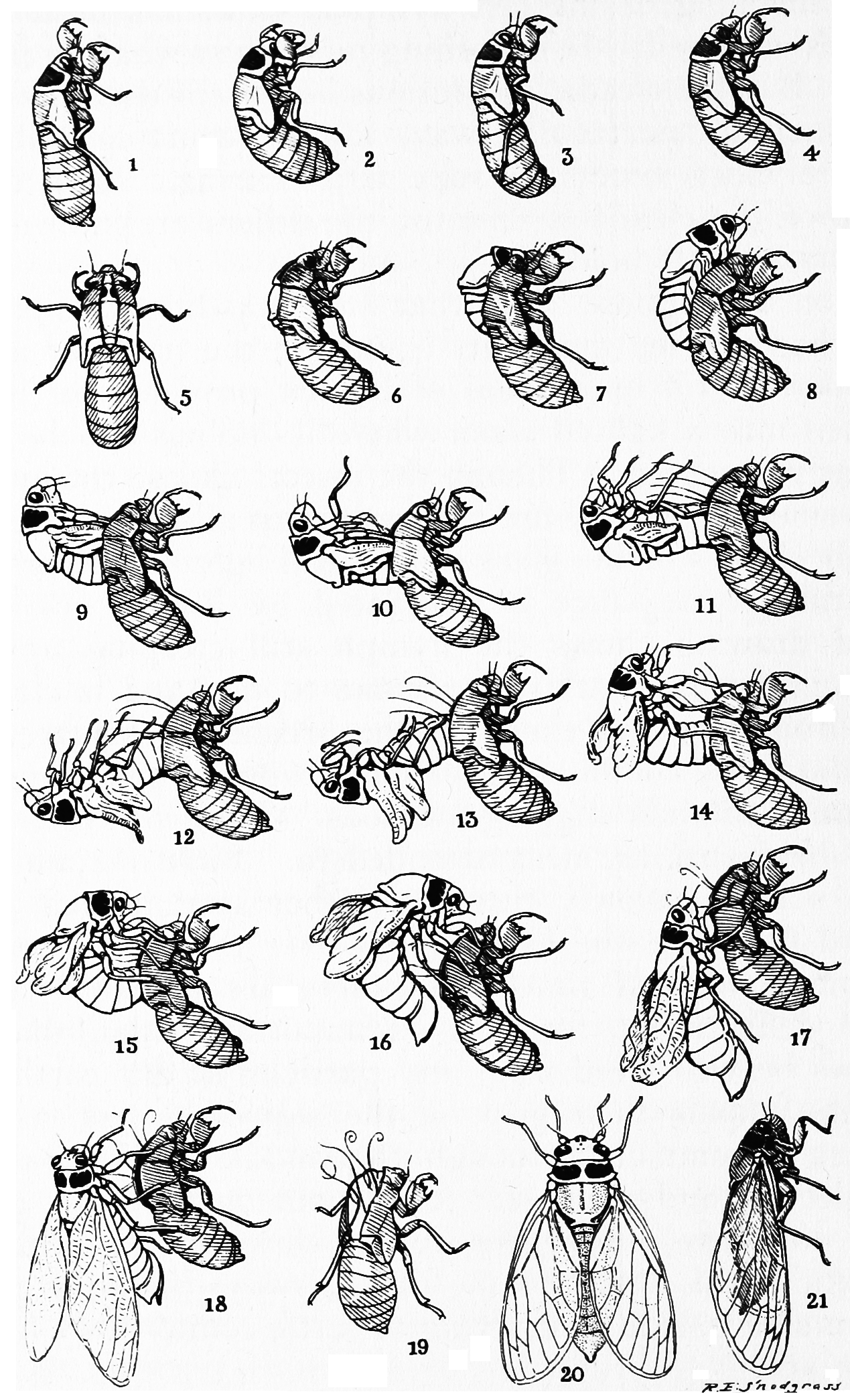
Метаморфоза периодической цикады от зрелой нимфы до взрослого насекомого

Личинки периодических цикад живут под землёй, на глубине от 30 см и более, питаясь соками корней растений. Они остаются неподвижными и проходят через пять стадий развития (превращаясь в нимф) перед строительством туннеля для выхода весной 13-го или 17-го года своей жизни. Эти туннели имеют диаметр около 1—1,5 см.
Нимфы появляются вечером, когда температура почвы выше 17  °C, и влезают на соседние растения, чтобы завершить своё превращение во взрослых цикад. Они ещё раз превращаются, после чего проводят около шести дней на листе, ожидая окончательного укрепления своего экзоскелета. Сразу после линьки насекомые имеют белый цвет, но темнеют в течение часа.
Нимфы появляются в большом числе практически одновременно, иногда в количествах более 370 на м2. Их массовое появление — мера жизнеобеспечения посредством «пресыщения хищников»: в течение первой недели после появления периодические цикады — лёгкая добыча для пресмыкающихся, птиц и небольших млекопитающих (белок, кошек и других). Механизм выживания цикад — просто заполнить хищников большим числом насекомых, гарантируя выживание большинства индивидуумов и, в результате, вида. Существует гипотеза,  что период появления большого количества цикад (13 и 17 лет) также является частью стратегии, уменьшающей возможность потенциальных хищников, ожидающих появление насекомых, синхронизировать размер собственных популяций с периодами появления цикад.
Взрослые периодические цикады живут только несколько недель — до середины июля, когда они полностью отмирают. Их недолговечность во взрослом состоянии объясняется одной целью их жизни — размножением. Подобно другим цикадам, самцы «поют» песни, привлекательные для самок, издавая очень громкие звуки. Самки отвечают на вызовы самцов периодическими щелчками крыльев, привлекающими самцов для спаривания. Звуки «хора» — групп самцов — могут достигать 100 децибел.
После спаривания самец быстро ослабевает и умирает. Жизнь самок несколько дольше: они делают от 6 до 20 V-образных разрезов в коре молодых прутьев, где откладывают до 600 яиц. Вскоре после этого самка также умирает. Через период времени от шести до десяти недель из яиц появляются новорождённые личинки, которые закапываются в землю, где они поселяются в норах и начинают новый 13- или 17-летний цикл. Мёртвые тела цикад усыпают землю, обеспечивая ресурсами лесной биоценоз.

## Галерея

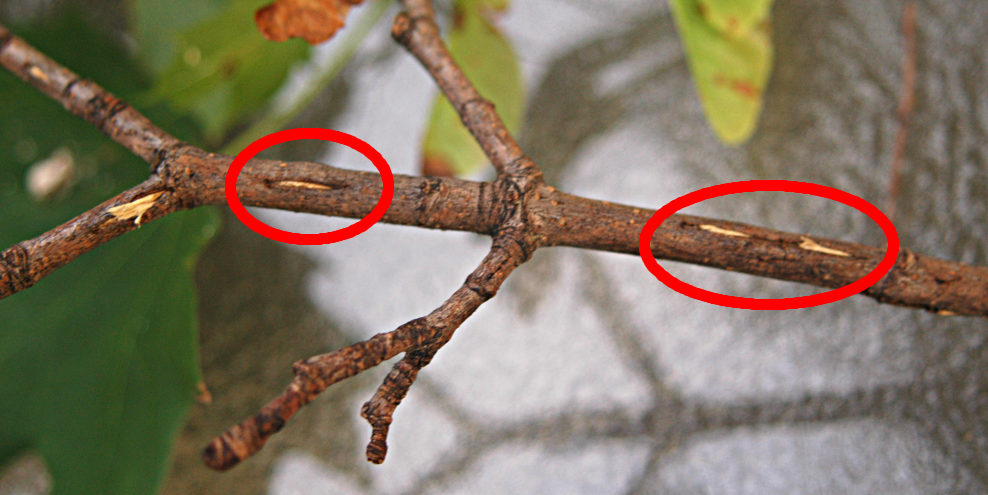
Яйца периодических цикад в щелях (помечены красным цветом)
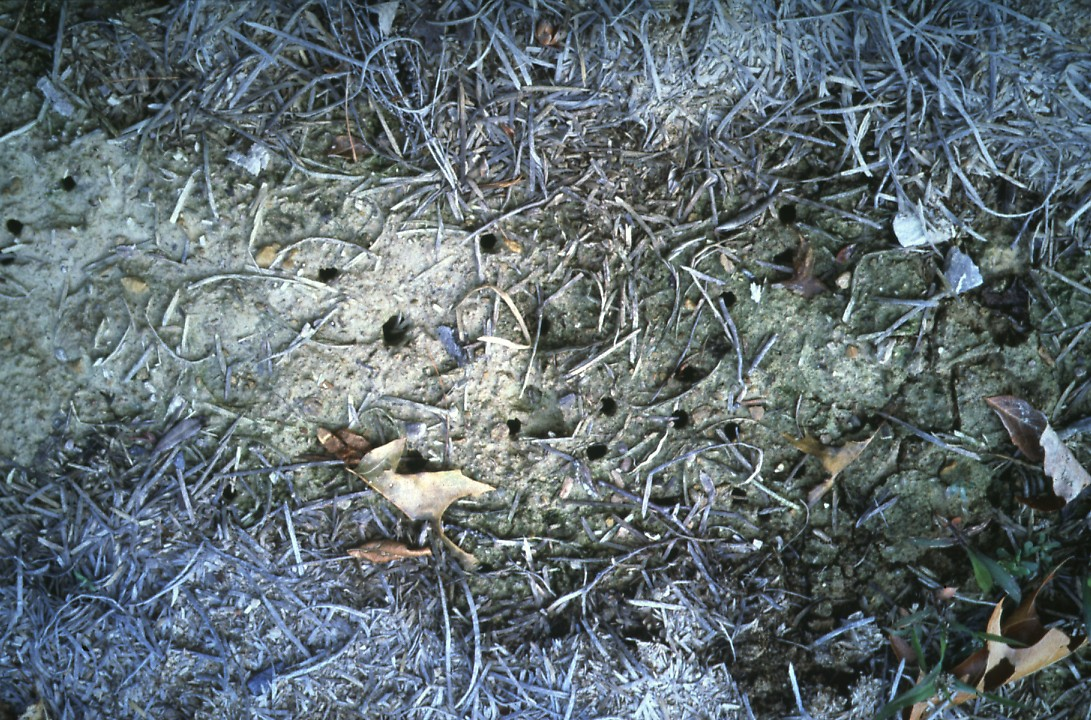
Выходные отверстия цикад в земле
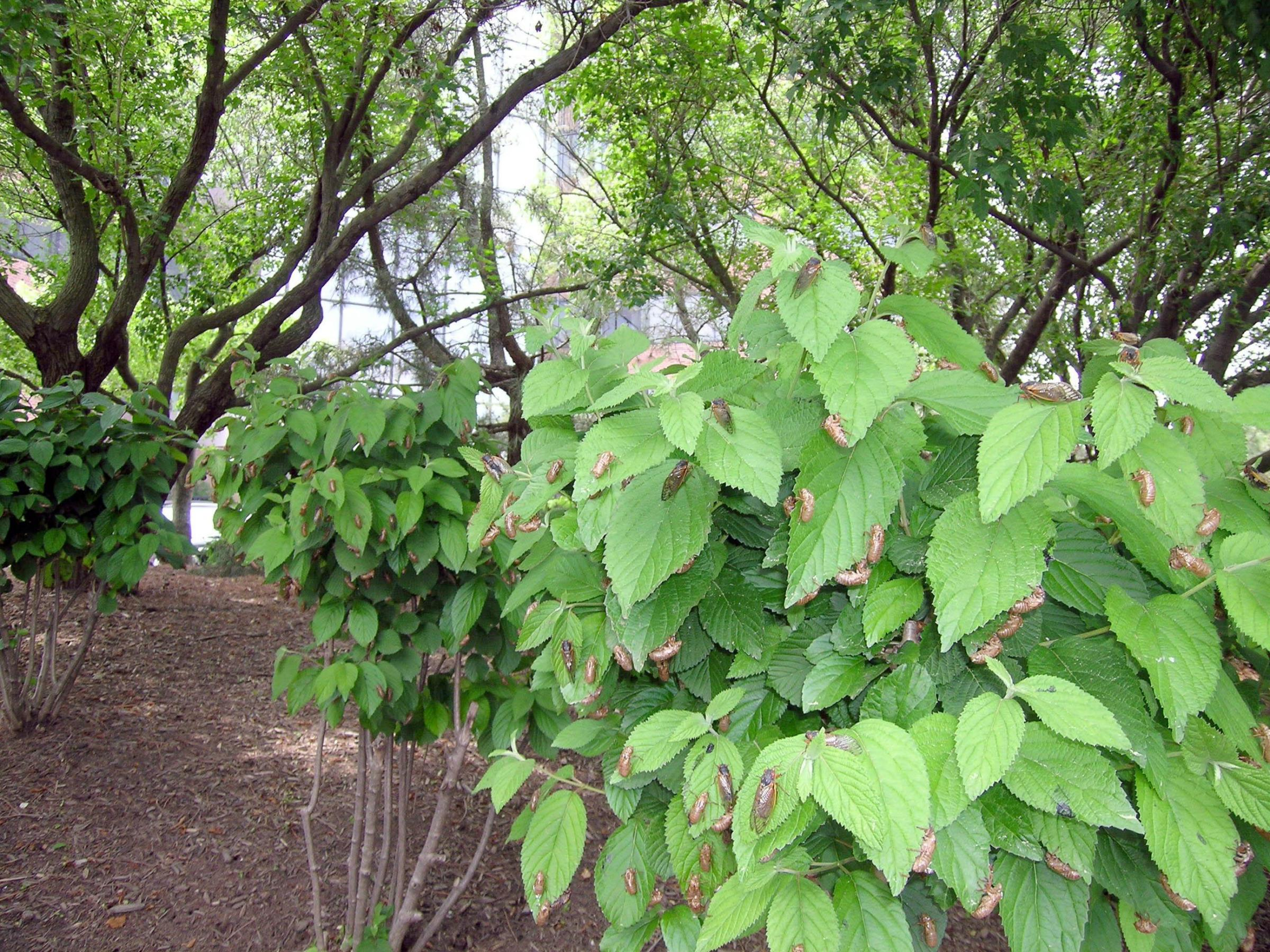
Последствия массового выхода периодических цикад (свеже-вылупившиеся имаго и хитиновые скелеты личинок)